# متوسط القطبية (نجم متغير كارثي)

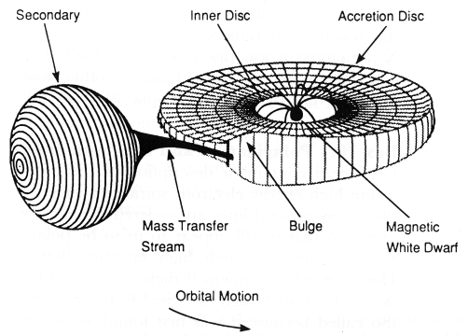
رسم بياني لمتوسط القطبية. تتدفق المادة من النجم الرفيق إلى قرص التنامي حول القزم الأبيض، ولكن يتعطل التدفق بسبب المجال المغناطيسي للقزم الأبيض.

متوسط القطبية أو نجمة دي كيو الجاثي هو نظام نجم ثنائي ونوع من أنواع نجم متغير كارثي.في معظم المتغيرات الكارثية، مادة نجم النسق الأساسي المرافق يتم تجريدها بواسطة جاذبية قزم أبيض، وتشكل قرص التنامي حول القزم الأبيض.في النظم القطبية المتوسطة ينطبق نفس السيناريو بشكل عام، إلا أن القرص الداخلي، يقطع بفعل المجال المغناطيسي للقزم الأبيض.في الحالات القصوى، قد يتمزق القرص تماما، على الرغم من أن هذا غير شائع.
في المنطقة حيث ينقطع القرص، الغاز في القرص يبدأ في الرحيل على طول خطوط الحقل المغناطيسي للقزم الأبيض، وتشكيل صفيحة منحنية من مواد مضيئة تسمى  ستائر التراكم . مادة القرص تمر من خلال الستائر ومن ثم تتراكم على القزم الأبيض بالقرب من أحد قطبيه المغناطيسية.
اسم «متوسط قطبية» مشتق من قوة الحقل المغناطيسي للقزم الأبيض، وهو ما بين أنظمة متغير كارثي غير مغناطيسي وأنظمة ذات مغناطيسية قوية.

## وصلات خارجية
- "The Intermediate Polars". مؤرشف من الأصل في 2019-09-21.

- Nemiroff، R.؛ Bonnell، J.، المحررون (10 نوفمبر 2003). "An Intermediate Polar Binary System". صورة اليوم الفلكية. ناسا.